# 林五卿
林五卿（：／ Lim O-kyeong，1971年12月11日—）是大韓民國女子手球運動員，曾代表韓國參加3次夏季奧林匹克運動會手球比賽。曾參加韓國女子手球隊在1992年巴塞羅納奧運會中獲得金牌，在1996年亞特蘭大奧運會和2004年雅典奧運會獲得銀牌。引退後任第21屆國會議員。
她的前夫是羽球運動員朴星宇。